# كلوديا هارت
كلوديا هارت (بالإنجليزية: Claudia Hart)‏ هي فنانة أمريكية، ولدت في 1955 في نيويورك في الولايات المتحدة.